# Veles i Vents
Veles i Vents és un grup d'havaneres de Calafell (Baix Penedès) que va néixer el 1999.
Fou fundat per Jordi Voltà, difusor de l'havanera i un dels impulsors de les jornades de Calafell. També hi havia altres persones del Cor Orfeó Calafellenc.

## Discografia
Discografia del grup.
- 2004 - En directe[3]
- 2009 - Deu
- 2012 - El segon sec[3]
- 2016 - Bolerany al cor[8][9]